# Goniothalamus tamirensis
Goniothalamus tamirensis är en kirimojaväxtart som beskrevs av Jean Baptiste Louis Pierre, Achille Eugène Finet och François Gagnepain. Goniothalamus tamirensis ingår i släktet Goniothalamus och familjen kirimojaväxter. Utöver nominatformen finns också underarten G. t. kamputensis.